# Judan (go)
Pour les articles homonymes, voir Judan.
Le Judan (十段), qui se traduit littéralement par "dixième dan", est un tournoi de jeu de go. C'est l'un des sept principaux titres professionnels au Japon.

## Organisation
Le Judan est organisé par la Nihon Ki-in et la Kansai Ki-in. Créé en 1962, il remplace le Hayago Meijin. Il est sponsorisé par le journal Sankei Shimbun.
La compétition se déroule sous la forme d'un tournoi, dont le vainqueur peut ensuite affronter le tenant du titre.
Avant 2012, le tournoi préliminaire pour décider du challenger avait une forme particulière : il était séparé en un "tournoi des gagnants" et un "tournoi des perdants". Tous les joueurs (au nombre de 16) participaient au tournoi des gagnants, qui était à élimination directe. Les joueurs ayant perdu pouvaient ensuite tenter à nouveau leur chance dans le "tournoi des perdants" qui était lui aussi à élimination directe. Les gagnants du "tournoi des gagnants" et du "tournoi des perdants" s'affrontaient finalement pour décider du challenger.
Depuis l'édition 2012, ce système est remplacé par un simple tournoi à élimination directe à vingt participants, douze d'entre eux étant exemptés du premier tour.
Le challenger affronte ensuite le tenant du titre dans une série de 5 parties.

## Vainqueurs
| Édition | Année | Vainqueur        |
| ------- | ----- | ---------------- |
| 1       | 1962  | Hashimoto Utaro  |
| 2       | 1963  | Handa Dogen      |
| 3       | 1964  | Fujisawa Hosai   |
| 4       | 1965  | Takagawa Kaku    |
| 5       | 1966  | Sakata Eio       |
| 6       | 1967  | Sakata Eio       |
| 7       | 1968  | Sakata Eio       |
| 8       | 1969  | Otake Hideo      |
| 9       | 1971  | Hashimoto Utaro  |
| 10      | 1972  | Sakata Eio       |
| 11      | 1973  | Sakata Eio       |
| 12      | 1974  | Hashimoto Shoji  |
| 13      | 1975  | Rin Kaiho        |
| 14      | 1976  | Kato Masao       |
| 15      | 1977  | Kato Masao       |
| 16      | 1978  | Kato Masao       |
| 17      | 1979  | Kato Masao       |
| 18      | 1980  | Otake Hideo      |
| 19      | 1981  | Otake Hideo      |
| 20      | 1982  | Cho Chikun       |
| 21      | 1983  | Kato Masao       |
| 22      | 1984  | Kobayashi Koichi |
| 23      | 1985  | Kobayashi Koichi |
| 24      | 1986  | Kobayashi Koichi |
| 25      | 1987  | Kato Masao       |
| 26      | 1988  | Cho Chikun       |
| 27      | 1989  | Cho Chikun       |
| 28      | 1990  | Takemiya Masaki  |
| 29      | 1991  | Takemiya Masaki  |
| 30      | 1992  | Takemiya Masaki  |
| 31      | 1993  | Otake Hideo      |
| 32      | 1994  | Otake Hideo      |
| 33      | 1995  | Yoda Norimoto    |
| 34      | 1996  | Yoda Norimoto    |
| 35      | 1997  | Kato Masao       |
| 36      | 1998  | Hikosaka Naoto   |
| 37      | 1999  | Kobayashi Koichi |
| 38      | 2000  | Kobayashi Koichi |
| 39      | 2001  | O Rissei         |
| 40      | 2002  | O Rissei         |
| 41      | 2003  | O Rissei         |
| 42      | 2004  | O Rissei         |
| 43      | 2005  | Cho Chikun       |
| 44      | 2006  | Cho Chikun       |
| 45      | 2007  | Cho Chikun       |
| 46      | 2008  | Takao Shinji     |
| 47      | 2009  | Cho U            |
| 48      | 2010  | Cho U            |
| 49      | 2011  | Iyama Yuta       |
| 50      | 2012  | Iyama Yuta       |
| 51      | 2013  | Yuki Satoshi     |
| 52      | 2014  | Takao Shinji     |
| 53      | 2015  | Ida Atsushi      |
| 54      | 2016  | Iyama Yuta       |
| 55      | 2017  | Iyama Yuta       |
| 56      | 2018  | Iyama Yuta       |
| 57      | 2019  | Murakawa Daisuke |
| 58      | 2020  | Shibano Toramaru |
| 59      | 2021  | Kyo Kagen        |
| 60      | 2022  | Kyo Kagen        |
| 61      | 2023  | Shibano Toramaru |
| 62      | 2024  | Iyama Yuta       |

## Hayago Meijin
Le hayago Meijin était la compétition de go à l'origine du Judan, et a eu lieu de 1956 à 1961.
| Année | Joueur          | Finaliste       |
| ----- | --------------- | --------------- |
| 1956  | Sakata Eio      | Kubouchi Shuchi |
| 1957  | Miyashita Shuyo | Handa Dogen     |
| 1958  | Miyashita Shuyo | Tainaka Shin    |
| 1959  | Sugiuchi Masao  | Tainaka Shin    |
| 1960  | Hashimoto Utaro | Fujisawa Hosai  |
| 1961  | Fujisawa Hosai  | Miyamoto Naoki  |